# Alone Together
Alone Together was het eerste soloalbum, uitgebracht in 1970, van het voormalig Trafficlid Dave Mason. Op deze plaat spelen veel gastmuzikanten mee, onder wie  Delaney en Bonnie Bramlett, Leon Russell, Jim Capaldi, Rita Coolidge, Carl Radle en Jim Gordon.
Het liedje "Only You Know and I Know" was het grootste commerciële succes van het album. Het album bereikte zelf de 22ste positie in de Billboard 200.
Het vinyl was niet in de traditionele zwarte kleur, maar in een mix van roze, bruin en beige (bedoeld als een zonsopkomst). Dit ongewone uiterlijk van de LP trok relatief veel aandacht.

## Tracklist
Alle muziek en teksten zijn geschreven door Dave Mason, tenzij anders aangegeven. 
| 1.                 | Only You Know and I Know                         | 4:05 |
| 2.                 | Can't Stop Worrying, Can't Stop Loving           | 3:02 |
| 3.                 | Waitin' On You                                   | 3:05 |
| 4.                 | Shouldn't Have Took More Than You Gave           | 6:00 |
| 5.                 | World in Changes                                 | 4:30 |
| 6.                 | Sad and Deep as You                              | 3:35 |
| 7.                 | Just a Song                                      | 2:59 |
| 8.                 | Look at You, Look at Me (Dave Mason/Jim Capaldi) | 7:22 |
| Totale duur: 34:38 |                                                  |      |

## Bezetting
| - Dave Mason - gitaar, zang - Delaney Bramlett - gitaar, zang - Bonnie Bramlett - zang - Leon Russell - toetsen - Carl Radle - bas - Chris Ethridge - bas - Larry Knechtel - bas - Jim Capaldi - drums - Jim Gordon - drums - Jim Keltner - drums - Michael DeTemple - gitaar | - Eric Clapton - gitaar - Don Preston - toetsen - John Simon - toetsen - John Barbata - drums - Rita Coolidge - zang - Mike Coolidge - zang - Claudia Lennear - zang - Lou Cooper - zang - Bob Norwood - zang - Jack Storti - zang |